# Петър Георгиевич
Петър Георгиевич, Петър Георгиев или Пейчо Георгиев, по-известен като даскал Пейча (на сръбски: Петар Ђорђевић, даскал Пејча), е български учител, просветен деец, един от известните пиротски учители през Възраждането. В сръбската литература е смятан за сръбски просветен деец.

## Биография
Роден е в края на ХVІІІ век в пиротското село Рудинье. Баща му Георги се преселва в Пирот, където наема или купува къщата на някой си Саид ходжа в северната част на града - Тия бара. Според Симеон Христов П. Георгиев се обучава на български език при светогорски калугер, настанен в Пирот, а децата на ходжата го учат на турски. Сръбски автори смятат, че се е учил в Сърбия или в неизвестен сръбски манастир.
На 22-годишна възраст отваря училище в къщата си в Тия бара, където работи 5-6 години – до 1830 година, а след това преподава в общинско училище в светогорския метох в южния дял на града - Пазар. Около 1835 година премества училището в митрополитския дом до Старата църква в Пирот (на Пазар), а по-късно, до 1850 или 1855 година преподава в училището в Тия бара.
В 1860 година, след изгонването на нишавския митрополит Антим, е един от седмината му наместници. Участва в църковния живот на Пирот и като певец и оратор. Автор е на 14 църковни беседи, известни като „Слова“, съхранявани в Старата църква в Пирот и изчезнали към 1961 година.
Спомоществувател е на книги, издадени в Цариград, Белград, Букурещ, Нови Сад. Сред тях са: „Осмогласник“ (Цариград, 1843), „Две советователни слова Плутарха Херонеа о воспитании детей и Исократа Ритора о благонравии юности“ (Белград, 1845), 10 броя на „Евангелие поучително“ (1856, Нови Сад). Записва 72 жители на Пирот и Пиротско като спомоществуватели за издадената в 1849 година „Извод от физика“ на Найден Геров. В края на живота си отваря книжарница и работилница за книговезки услуги.
Умира през 1862 година.

### Преподавателска дейност
Даскал Пейчо е известен като консервативен и строг учител, често биещ провинилите се ученици. Преподава четене, писане, смятане. Броят на учениците в Тиобарското училище достига до 300 души зимно време и до 150 – лятно. Възрастта им е от 7 до 18 години. Учебните предмети преподава сам, но ползва помощ и на „калфи“ – по-възрастни ученици, изучили Псалтира. Те заместват учителя както в преподаването, така и при наказанията.

### Семейство
Един от синовете на даскал Пейчо, Константин (Кота) Даскалов, е български възрожденски деец, екзекутиран от сръбските власти през 1885 година. Друг негов син, Алекса (Алексие) Даскалов, е коджабашия (главен кмет) на Пирот преди 1878 година, член на училищния съвет към общината, по-късно юрист и общественик в Пазарджик.